# Diocesi di Trisipa
La diocesi di Trisipa (in latino Dioecesis Trisipensis) è una sede soppressa e sede titolare della Chiesa cattolica.

## Storia
Trisipa, identificabile con Aïn-El-Hammam nell'odierna Tunisia, è un'antica sede episcopale della provincia romana dell'Africa Proconsolare, suffraganea dell'arcidiocesi di Cartagine.
Sono tre i vescovi documentati di Trisipa. Alla conferenza di Cartagine del 411, che vide riuniti assieme i vescovi cattolici e donatisti dell'Africa romana, presero parte il cattolico Vittore e il donatista Feliciano. Felice assistette al concilio antimonotelita del 646.
Dal 1926 Trisipa è annoverata tra le sedi vescovili titolari della Chiesa cattolica; dal 9 agosto 2023 il vescovo titolare è Mauricio Alberto Landra, vescovo ausiliare di Mercedes-Luján.

## Cronotassi

### Vescovi
- Vittore † (menzionato nel 411)
  - Feliciano † (menzionato nel 411) (vescovo donatista)
- Felice † (menzionato nel 646)

### Vescovi titolari
- István Breyer † (5 aprile 1929 - 13 dicembre 1933 nominato vescovo di Győr)
- Joannes Walter Panis, M.S.C. † (1º febbraio 1934 - 23 giugno 1952 deceduto)
- Adrianus Djajasepoetra, S.I. † (18 febbraio 1953 - 3 gennaio 1961 nominato arcivescovo di Giacarta)
- Michael Joseph Green † (22 giugno 1962 - 11 marzo 1967 nominato vescovo di Reno)
- William Michael Cosgrove † (12 giugno 1968 - 30 agosto 1976 nominato vescovo di Belleville)
- Raymundo Joseph Peña † (16 ottobre 1976 - 29 aprile 1980 nominato vescovo di El Paso)
- Gérard Tremblay, P.S.S. † (20 marzo 1981 - 28 settembre 2019 deceduto)
- Mauricio Alberto Landra, dal 9 agosto 2023